# Prêmio Massry
O Prêmio Massry (em inglês:  Massry Prize) é um prêmio em ciências dos Estados Unidos, concedido anualmente pela Meira and Shaul Massry Foundation. É dotado com US$ 40.000 e destinado à promoção de pesquisas biomédicas nas áreas da nefrologia, fisiologia e áreas correlatas.
A fundação foi criada em 1996 pelo nefrologista Doutor em Medicina Shaul Massry, professor da cátedra Bernard J. Hanley de Medicina da Universidade do Sul da Califórnia.
Diversos recipientes (12 de 30, situação em 2013) ganharam depois um Prêmio Nobel.

## Laureados[1]
- 1996: Michael Berridge
- 1997: Mark Ptashne
- 1998: Judah Folkman
- 1999: Günter Blobel (Nobel de Fisiologia ou Medicina 1999)
- 2000: Leland Hartwell (Nobel de Fisiologia ou Medicina 2001)
- 2001: Avram Hershko (Nobel de Química 2001), Alexander Varshavsky
- 2002: Oliver Smithies (Nobel de Fisiologia ou Medicina 2007), Mario Capecchi (Nobel de Fisiologia ou Medicina 2007)
- 2003: Charles David Allis, Roger Kornberg (Nobel de Química 2006), Michael Grunstein
- 2004: Ada Yonath (Nobel de Química 2009), Harry Noller
- 2005: Craig Mello (Nobel de Fisiologia ou Medicina 2006), Andrew Fire (Nobel de Fisiologia ou Medicina 2006), David Baulcombe
- 2006: Akira Endō
- 2007: Michael Edward Phelps
- 2008: Shinya Yamanaka (Nobel de Fisiologia ou Medicina 2012), James Alexander Thomson, Rudolf Jaenisch
- 2009: Victor Ambros, Gary Ruvkun
- 2010: James E. Rothman (Nobel de Fisiologia ou Medicina 2013), Randy Schekman (Nobel de Fisiologia ou Medicina 2013)
- 2011: Franz-Ulrich Hartl, Arthur Horwich
- 2012: Jeffrey Hall, Michael Rosbash, Michael Warren Young
- 2013: Michael Sheetz, James Spudich, Ronald Vale[2]
- 2014: Steven Rosenberg, Zelig Eshhar, James Patrick Allison[3]
- 2015: Philippe Horvath, Jennifer Doudna, Emmanuelle Charpentier[4]
- 2016: Gero Miesenböck, Peter Hegemann, Karl Deisseroth[5]
- 2017: Rob Knight, Jeffrey Ivan Gordon, Norman Richard Pace[6]
- 2018 Gregg L. Semenza, William Kaelin Jr., Peter J. Ratcliffe
- 2019 Stanley T. Crooke, Ryszard Kole[7]